# Hooper (Colorado)
Pour les articles homonymes, voir Hooper.
Hooper est une ville américaine située dans le comté d'Alamosa dans le Colorado.
Selon le recensement de 2010, Hooper compte 103 habitants. La municipalité s'étend sur 0,25 milles carrés (0,65 km2).
D'abord appelée Garrison en l'honneur de son fondateur, la ville prend par la suite le nom de Major S. Hooper, du Denver and Rio Grande Railroad.

## Démographie
| 1900 | 1910 | 1920 | 1930 | 1940 | 1950 |
| ---- | ---- | ---- | ---- | ---- | ---- |
| 177  | 131  | 156  | 155  | 170  | 103  |

| 1960 | 1970 | 1980 | 1990 | 2000 | 2010 |
| ---- | ---- | ---- | ---- | ---- | ---- |
| 58   | 80   | 71   | 112  | 123  | 103  |